# Рубен Гальван
Рубен Гальван (ісп. Rubén Galván, нар. 7 квітня 1952, Команданте-Фонтана — 14 березня 2018) — аргентинський футболіст, що грав на позиції півзахисника, насамперед за клуб «Індепендьєнте» (Авельянеда). Був гравцем національної збірної Аргентини, у складі якої став 1978 року чемпіоном світу.

## Клубна кар'єра
У дорослому футболі дебютував 1971 року виступами за команду клубу «Індепендьєнте» (Авельянеда), в якій провів десять років, взявши участь у 231 матчі чемпіонату. Більшість часу, проведеного у складі «Індепендьєнте», був основним гравцем команди. З 1972 по 1975 «Індепендьєнте» з Рубеном Гальваном у складі чотири рази поспіль виходив переможцем Кубка Лібертадорес, досягнення, яке жодного разу не вдалося повторити жодному південноамериканському клубу. Пізніше два роки поспіль, в 1977 і 1978, ставав з клубом з Авельянеди переможцем чемпіонату Насьйональ.
Завершив професійну ігрову кар'єру у клубі «Естудьянтес» (Ла-Плата), за команду якого виступав протягом 1980 років, після чого у 28-річному віці завершив професійну футбольну кар'єру. Страждаючи на гепатит C, 2007 року переніс трансплантацію печінки.

## Виступи за збірну
1974 року дебютував в офіційних матчах у складі національної збірної Аргентини. Наступного року провів свою другу гру за збірну, а 1978 року був учасником домашнього для аргентинців чемпіонату світу, на якому вони здобули свій перший титул чемпіонів світу. В матчах мундіалю Рубен участі не брав, а того ж 1978 року провів свою третю і отсанню гру за національну команду.

## Титули і досягнення
- Чемпіон Аргентини (2):

«Індепендьєнте» (Авельянеда): Н 1977, Н 1978
- Володар Кубка Лібертадорес (4):

«Індепендьєнте» (Авельянеда): 1972, 1973, 1974, 1975
- Володар Міжконтинентального кубка (1):

«Індепендьєнте» (Авельянеда): 1973
- Чемпіон світу (1):

1978